# Уиръл (община)
Община „Уиръл“ (на английски: Borough of Wirral) е една от петте административни единици в област (графство) Мърсисайд, регион Северозападна Англия.
Населението на общината към 2008 година е 311 200 жители разпределени в множество селища на площ от 157 квадратни километра. Главен град на общината е Уолъси.

## География
Общината заема по-голямата част от едноименния полуостров, чийто брегове са както следва: на северозапад към Ирландско море, на югозапад устието на река Дий, а на североизток река Мърси отделя географски Уиръл от останалата част на областта Мърсисайд. В югоизточна посока се простира сухоземната граница с графство Чешър.
Градове на територията на общината:
| град       | на английски | население |
| ---------- | ------------ | --------- |
| Уолъси     | Wallasey     | 58 710    |
| Бъркинхед  | Birkenhead   | 83 729    |
| Бебингтън  | Bebington    | 13 720    |
| Хесуол     | Heswall      | 7750      |
| Хойлейк    | Hoylake      | 5710      |
| Уест Кърби | West Kirby   | 7680      |

## Демография
Разпределение на населението по етническа принадлежност към 2005 година:
- Бели британци – 298 300 = 95,64%
- Бели ирландци – 2800 = 0,90%
- Бели други – 3400 = 1,09%
- Азиатци (без китайци) – 2500 = 0,80%
- Китайци – 1500 = 0,48%
- Черни – 1000 = 0,32%
- Смесени – 2400 = 0,77%